# Estenoquílids
Els estenoquílids (Stenochilidae) són una família d'aranyes araneomorfes. Fou descrita per primera vegada per Thorell l'any 1873. Totes les espècies tenen vuit ulls i produeixen seda no cribel·lada.

## Sistemàtica
Segons el World Spider Catalog amb data de 12 de gener de 2019, aquesta família té reconeguts 2 gèneres i 13 espècies
El 28 d'octubre de 2006 tenia els mateixos 2 gèneres i 12 espècies; Colopea lehtineni es va afegir el 2009. Es troben al Sud-est d'Àsia.
Gènere Colopea Simon, 1893
- Colopea laeta (Thorell, 1895) (Myanmar, Tailàndia)
- Colopea lehtineni Zheng, Marusik & Li, 2009 Xina
- Colopea malayana Lehtinen, 1982 (Tailàndia, Malàisia, Singapur)
- Colopea pusilla (Simon, 1893) (Filipines)
- Colopea romantica Lehtinen, 1982 (Bali)
- Colopea silvestris Lehtinen, 1982 (Nova Guinea)
- Colopea tuberculata Platnick & Shadab, 1974 (Fiji)
- Colopea unifoveata Lehtinen, 1982 (Borneo)
- Colopea virgata Lehtinen, 1982 (Tailàndia, Vietnam)
- Colopea xerophila Lehtinen, 1982 (Nova Guinea)

Gènere Stenochilus O. P.-Cambridge, 1870
- Stenochilus crocatus Simon, 1884 (Birmània, Cambodja, Sri Lanka)
- Stenochilus hobsoni O. P.-Cambridge, 1870 (Índia)
- Stenochilus scutulatus Platnick & Shadab, 1974 (Índia)

### Superfamília Palpimanoidea
Els estenoquílids havien format part de la superfamília dels palpimanoïdeus (Palpimanoidea), juntament amb els huttònids i els palpimànids. Les aranyes, tradicionalment, havien estat classificades en famílies que van ser agrupades en superfamílies. Quan es van aplicar anàlisis més rigorosos, com la cladística, es va fer evident que la major part de les principals agrupacions utilitzades durant el segle XX no eren compatibles amb les noves dades. Actualment, els llistats d'aranyes, com ara el World Spider Catalog, ja ignoren la classificació de superfamílies.